# Саломаа, Йоханна
Йоханна Саломаа (фин. Johanna Salomaa, родилась 18 января 1984 года в Эспоо) — финская певица, рок-музыкант, вокалистка группы «Indica»; более известна под псевдонимом Йонсу (фин. Jonsu).

## Биография
Отец Йоханны — физик, а мать — учительница музыки в начальных классах. Увлекалась классической музыкой с детства (особенно произведениями Шопена и Моцарта). С четырёх лет Йоханна играет на скрипке и поёт: она была солисткой хора, с которым в возрасте 7 лет совершила поездку в Бонн. Из хора она ушла в 13 лет в знак протеста против того, что её не взяли на гастроли в Австралию. Образование она продолжила в музыкальной школе в Тапиоле, где также учились две другие участницы коллектива — Хейни и Сиркку. Псевдоним «Йонсу» девушка взяла в 1992 году, с 2001 вокалистка группы «Indica».
Йоханна исполняет свои песни на финском языке, однако в её репертуаре есть ряд песен и на английском: так, одной из первых её песен стала композиция «Eternal Flame» группы «The Bangles»; альбом A Way Away группы «Indica» целиком записан на английском, а на концертах «Indica» нередко исполняет кавер-версии песен британской певицы Кейт Буш (особую популярность Indica принесла композиция «Wuthering Heights»).
Йоханна также выступает с рядом других исполнителей. Так, она записала вокальную версию инструментальной композиции «Last Of The Wilds», созданной группой «Nightwish» на альбоме «Dark Passion Play», и эта композиция вышла в свет под названием «Erämaan viimeinen». Помимо этого, она выступает в сайд-проекте JED, созданном певицей Эмилией Сухонен — бывшей вокалисткой рок-группы «Tiktak».
Йоханна играет не только на скрипке, но и на гитаре, фортепиано и терменвоксе. Некоторое время после ухода из хора она не пела не столько в знак обиды на руководство, сколько по причине того, что её голос начал сильно ломаться в подростковом возрасте. По её убеждениям, именно пение позволяет человеку избавиться от стресса и отрицательных эмоций.
В 2011 году Йонсу вместе со своим хором из Эспоо приняла участие в музыкальном шоу «Kuorosota» (финская версия передачи «Битва хоров»), покинув проект по итогам 4-й недели.